# Limonest
Limonest är en kommun i departementet Rhône i regionen Auvergne-Rhône-Alpes i östra Frankrike. Kommunen ligger i kantonen Limonest som tillhör arrondissementet Lyon. År 2022 hade Limonest 3 933 invånare.

## Befolkningsutveckling
Antalet invånare i kommunen Limonest
| Referens: INSEE |